# Maschinengewehr 42
A Maschinengewehr 42 (rövidítve MG 42) a második világháború egyik legismertebb géppuskája volt. A fegyvert a  német Mauser cég fejlesztette ki és 1942-től állították hadrendbe a  német hadseregnél. A 7,92 mm-es kaliberű géppuskát az  MG 34 alapján fejlesztették ki, és annak leváltására szánták. Mindezek ellenére mindkét fegyvert gyártották és használták a háború végéig. A korábbi típusok gyártási tapasztalatait  Lengyelországban zsákmányolt műszaki elképzelésekkel ötvözték, melyből megszületett a végeredmény, egy valóban kiváló fegyver, ami 1942-ben állt hadrendbe.
Tűzgyorsasága miatt a " Hitler fűrésze" becenevet kapta.

## Gyártása
Az MG42 jelentősen olcsóbb préselt  acélból készült. Csak a legfontosabb részei készültek drágább, forgácsolással megmunkált acélból. Ily módon a fegyvert gyorsan, olcsón és nagy mennyiségben lehetett gyártani. A kissé primitív és egyszerű hegesztései miatt a szövetségesek kezdetben úgy vélték, hogy Németország már komoly problémákkal küzd a gyalogsági fegyverek előállításában. Azonban az MG 42 mérföldkövet jelentett a lőfegyverek kialakításában. Bár az  MG34 ára még 327 (ma kb. 1170 €) német birodalmi márka (RM) volt, az új MG 42 köszönhetően a hatékony termelésnek már csak 250 RM-ba (940 €) került. Elkészítése 75 órába tellett, amíg az MG34 150 órát vett igénybe. A háború alatt 400,000 darab készült belőle (17,915 darab 1942-ben, 116,725 1943-ban, 211,806 1944-ben, 61,877 1945-ben).

## Üzemeltetése
Az MG 42 11,57 kg volt kétlábú állvánnyal (könnyített változat), vagyis könnyebb, mint az MG 34. Állandó és hosszú üzemeltetés során a Lafette 42 nevű háromlábú állvánnyal (tripoddal) szerelték fel, ami önmagában már 20,5 kg. A Lafette 42 egy bonyolult eszköz volt, amely azonban nagy távokra is (1km+) biztosította a pontos tüzelést. A cső kisebb tömege miatt hamarabb felmelegedett, mint az MG-34-es típus. Egy három főből álló, tapasztalt géppuskakezelő csapat 5-6 másodperc alatt kicserélte a túlhevült csövet. A cső kb. 150 hosszú sorozatban leadott lövés után túlhevül.
Bár a német taktikában egy egész raj a géppuskást támogatta, a lövészrajok géppuskáit 2 fő szolgálta ki, ők pisztolyt is viseltek, valamint lőszerrakaszokban szállították a lőszert. A lövész századok nehézfegyver szakaszaiban és a zászlóaljak lövész századaiban az MG 42-höz az optimális hadrendben előírt személyzet hat főből állt: egy parancsnok, egy géppuskalövész, aki lőtt a fegyverrel és szállította azt, egy fő az állványt cipelte, és három katona a lőszert, csöveket, szerszámokat vitték magukkal és puskáikkal, gránátokkal biztosították a géppuska közeli védelmét. Így összességében 1.800 lőszert tudtak szállítani. A parancsnok és a géppuskalövész csak egy pisztollyal rendelkezett, a többi négy karabéllyal. Ezt a létszámot később háromra csökkentették: egy géppuskalövészre, egy töltőkezelőre (a cserecsövekkel), és egy irányzóra. A géppuskalövész általában tiszthelyettes volt (legtöbbször Unteroffizier).
A kor amerikai és angol doktrínái a lövészekre koncentráltak, a géppuska csak támogató szerepet töltött be. A  német doktrína ennek az ellentéte: a géppuska áll középpontban, a lövészek csak támogatnak. Ez azt jelentette, hogy a német hadsereg egységeire jóval több géppuska jutott, mint a szövetségesekére, egyúttal a német ellenállásba ütköző szövetségesek óvhatatlanul egy vagy több MG 42-esbe botlottak. A géppuska feladata volt az ellenség lefogása, egyes célok leküzdése, és zavarótúz leadása az ellenségre a saját gyalogosok mozgása közben. A kezelőszemélyzet számára lehetőség volt a folyamatos zárótűz, és csak akkor kellett megállni, mikor a cső túlhevült. Mind az amerikai és angol csapatokat arra képezték ki, hogy ha MG 42-essel találkoznak, vonuljanak fedezékbe, és csak a cső kicserélésekor rohamozzanak.

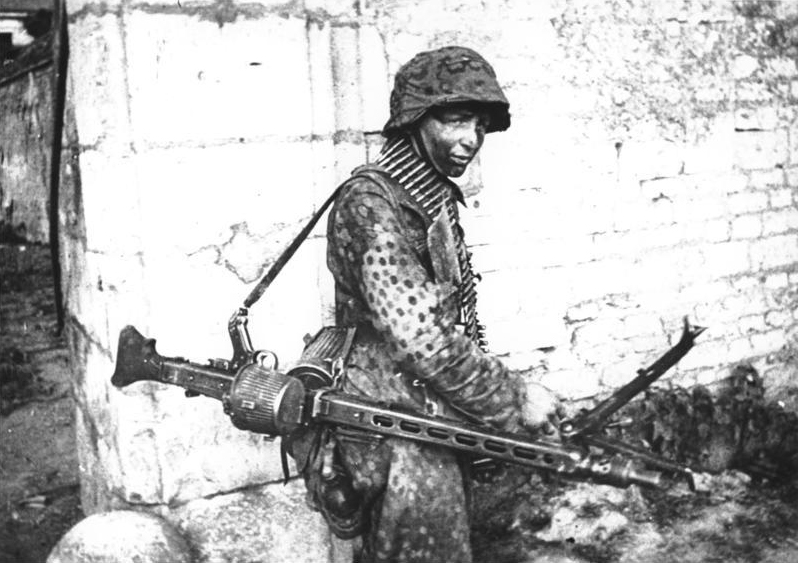
SS Landser Caenben MG 42-essel.
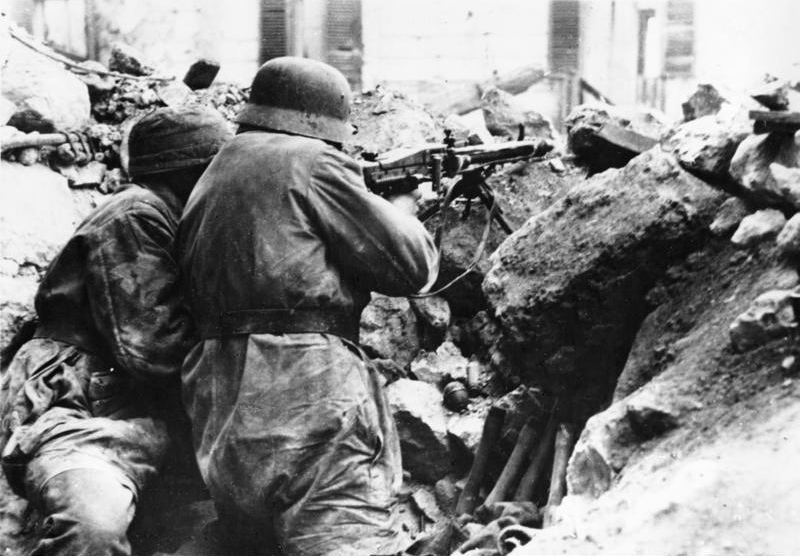
Fallschirmjägerek Monte Cassino romjai között szövetséges csapatokra tüzelnek.

## Típusváltozatok és továbbfejlesztések

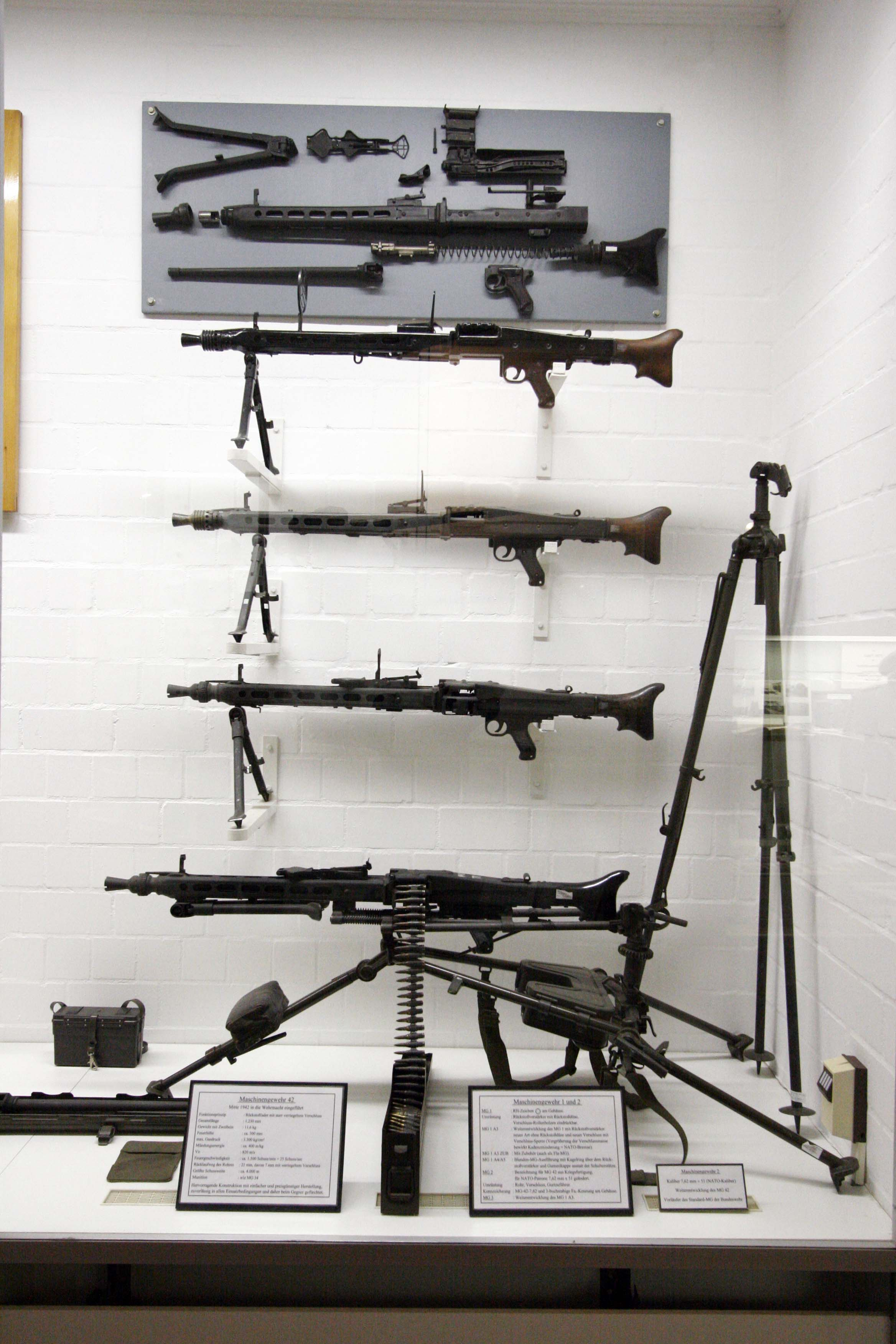
Az MG 42 és különböző típusai.

- Maschinengewehr 45, a nyersanyagok hiányában kifejlesztett változat.
- T24 géppuska, amerikai másolat.
- M53, jugoszláv másolat.
- MG 3, a mai napig a  Bundeswehr által használt géppuska.
- Maschinengewehr 74, osztrák változat.

### Fordítás
Ez a szócikk részben vagy egészben  a   MG 42 című angol Wikipédia-szócikk fordításán alapul.  Az eredeti cikk szerkesztőit annak laptörténete sorolja fel. Ez a jelzés csupán a megfogalmazás eredetét és a szerzői jogokat jelzi, nem szolgál a cikkben szereplő információk forrásmegjelöléseként.

### Külső hivatkozások
- Nazarian`s Gun`s Recognition Guide (FILM) MG42
- Modern Firearms and Ammunition: MG-42
- U.S. jelentés az MG42-ről, második világháború